# Diócesis de Roseau
La diócesis de Roseau (en latín: Dioecesis Rosensis y en inglés: Roman Catholic Diocese of Roseau) es una circunscripción eclesiástica de la Iglesia católica en Dominica. Se trata de una diócesis latina, sufragánea de la arquidiócesis de Castries. Desde el 2 de mayo de 2024 su obispo es Kendrick John Forbes.

## Territorio y organización

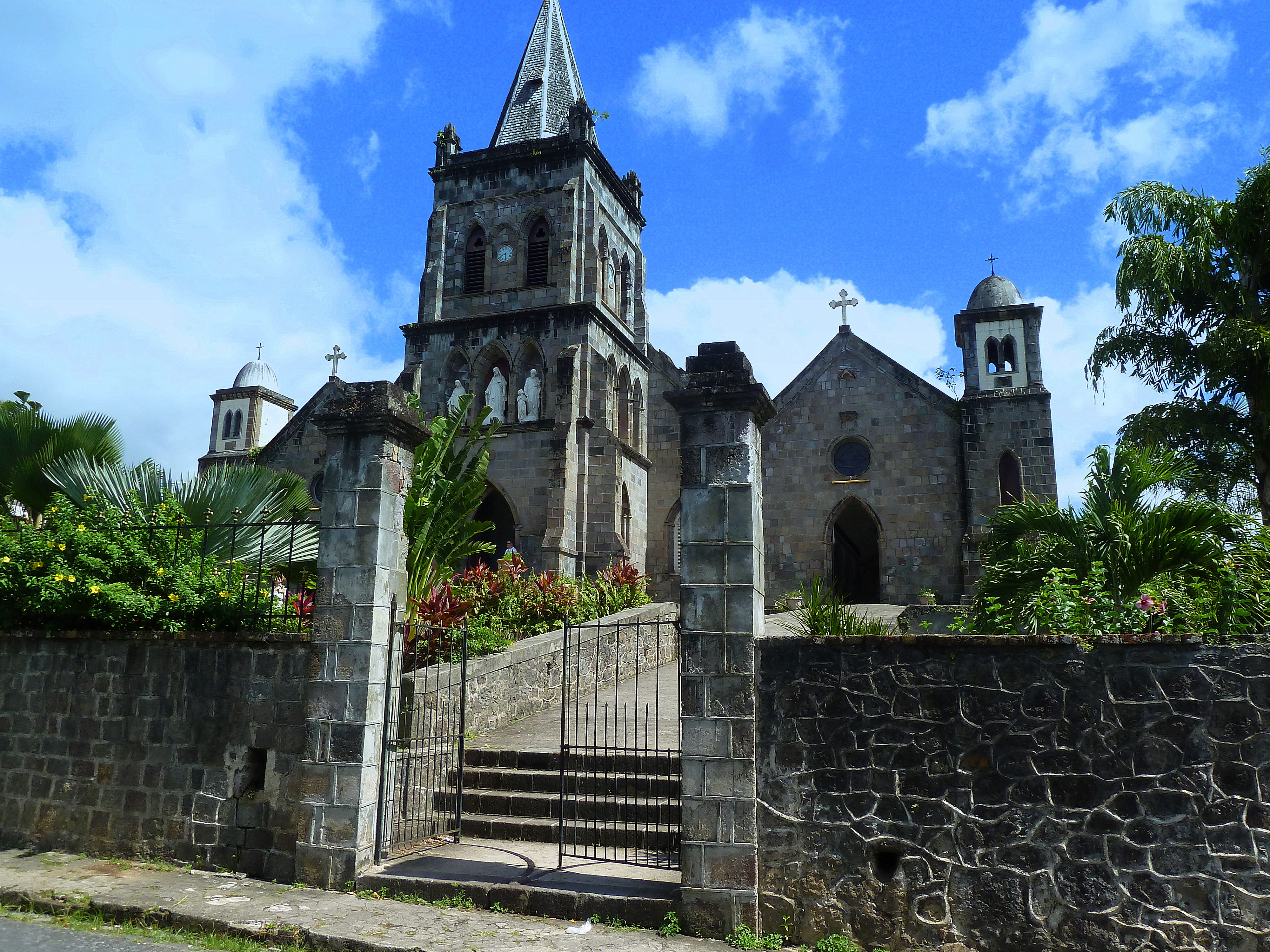
Vista de la Catedral de Nuestra Señora

La diócesis tiene 750 km² y extiende su jurisdicción sobre los fieles católicos de rito latino residentes en Dominica. La diócesis tiene como vecinas al noroeste, la diócesis de Basse-Terre (Guadalupe) y al sur, la arquidiócesis de Fort-de-France–Saint-Pierre (Martinica).
La sede de la diócesis se encuentra en la ciudad de Roseau, en donde se halla la Catedral de Nuestra Señora del Buen Puerto.
En 2022 en la diócesis existían 15 parroquias agrupadas en 4 decanatos.

## Historia
La diócesis fue erigida el 30 de abril de 1850 mediante el breve Ex apostolici muneris del papa Pío IX desmembrando territorio del vicariato apostólico de Trinidad, que a su vez fue elevado al rango de arquidiócesis metropolitana y tomó el nombre de arquidiócesis de Puerto España.
Originalmente era sufragánea de la arquidiócesis de Puerto España, e incluía, además de la isla de Dominica, también las Islas Vírgenes de los Estados Unidos, Antigua y Barbuda, San Cristóbal y Nieves, Montserrat, Anguila y las Islas Vírgenes Británicas.
El 21 de noviembre de 1924 cedió las Islas Vírgenes de los Estados Unidos a la diócesis de San Juan en Puerto Rico (hoy arquidiócesis de San Juan) mediante la bula Ad Sacrosancti Apostolatus Officium del papa Pío XI.
El 16 de enero de 1971 cedió todas las demás islas para la erección de la diócesis de Saint John (hoy diócesis de Saint John-Basseterre) mediante la bula Cum nobis del papa Pablo VI.
El 18 de noviembre de 1974 pasó a formar parte de la provincia eclesiástica de Castries.

## Estadísticas
Según el Anuario Pontificio 2023 la diócesis tenía a fines de 2022 un total de 41 577 fieles bautizados.
| Año                                                                             | Población            | Población | Población      | Sacerdotes | Sacerdotes    | Sacerdotes    | Bautizados por sacerdote | Diáconos permanentes | Religiosos | Religiosos | Parroquias |
| Año                                                                             | Bautizados católicos | Total     | % de católicos | Total      | Clero secular | Clero regular | Bautizados por sacerdote | Diáconos permanentes | Varones    | Mujeres    | Parroquias |
| ------------------------------------------------------------------------------- | -------------------- | --------- | -------------- | ---------- | ------------- | ------------- | ------------------------ | -------------------- | ---------- | ---------- | ---------- |
| 1948                                                                            | 57 133               | 135 375   | 42.2           | 32         |               | 32            | 1785                     |                      | 8          | 48         | 16         |
| 1966                                                                            | 69 000               | 182 000   | 37.9           | 39         | 3             | 36            | 1769                     |                      | 18         | 61         | 22         |
| 1970                                                                            | 65 000               | 210 000   | 31.0           | 39         | 3             | 36            | 1666                     |                      | 47         | 61         | 22         |
| 1976                                                                            | 70 000               | 78 000    | 89.7           | 3          | 3             |               | 23 333                   |                      |            | 41         | 16         |
| 1980                                                                            | 65 000               | 75 000    | 86.7           | 24         | 1             | 23            | 2708                     | 1                    | 28         | 31         | 16         |
| 1999                                                                            | 59 707               | 75 393    | 79.2           | 27         | 6             | 21            | 2211                     |                      | 26         | 26         | 15         |
| 2000                                                                            | 59 707               | 75 393    | 79.2           | 30         | 6             | 24            | 1990                     |                      | 27         | 30         | 15         |
| 2001                                                                            | 59 707               | 75 393    | 79.2           | 29         | 6             | 23            | 2058                     |                      | 31         | 27         | 15         |
| 2002                                                                            | 59 707               | 75 393    | 79.2           | 28         | 6             | 22            | 2132                     |                      | 30         | 23         | 15         |
| 2003                                                                            | 59 707               | 75 393    | 79.2           | 29         | 6             | 23            | 2058                     |                      | 30         | 22         | 15         |
| 2004                                                                            | 42 174               | 73 772    | 57.2           | 28         | 6             | 22            | 1506                     |                      | 29         | 22         | 15         |
| 2010                                                                            | 42 174               | 68 635    | 61.4           | 26         | 11            | 15            | 1622                     |                      | 24         | 14         | 14         |
| 2014                                                                            | 42 540               | 69 400    | 61.3           | 27         | 15            | 12            | 1575                     | 2                    | 23         | 11         | 15         |
| 2017                                                                            | 42 483               | 69 319    | 61.3           | 22         | 10            | 12            | 1931                     | 3                    | 17         | 14         | 15         |
| 2020                                                                            | 41 959               | 69 414    | 60.4           | 19         | 11            | 8             | 2208                     | 3                    | 12         | 9          | 15         |
| 2022                                                                            | 41 577               | 69 000    | 60.3           | 22         | 13            | 9             | 1889                     | 3                    | 11         | 9          | 15         |
| Fuente: Catholic-Hierarchy, que a su vez toma los datos del Anuario Pontificio. |                      |           |                |            |               |               |                          |                      |            |            |            |

### Vida consagrada
En el territorio de la diócesis, desempeñan su labor carismática religiosos y religiosas, de diversos institutos de vida consagrada o sociedades de vida apostólica.

## Episcopologio
- Michael Monaghan † (30 de abril de 1850-16 de julio de 1855 falleció)[7]
- Michel-Désiré Vesque † (19 de agosto de 1856-10 de julio de 1858 falleció)
- René-Marie-Charles Poirier, C.I.M. † (12 de noviembre de 1858-23 de abril de 1878 falleció)
- Michael Naughten † (2 de septiembre de 1879-4 de julio de 1900 falleció)
- Philip Schelfhaut, C.SS.R. † (25 de mayo de 1902-22 de mayo de 1921 falleció)
- Giacomo Moris, C.SS.R. † (4 de marzo de 1922-4 de junio de 1957 falleció)
- Arnold Boghaert, C.SS.R. † (4 de junio de 1957 por sucesión-29 de noviembre de 1993 falleció)
- Edward Joseph Gilbert, C.SS.R. (1 de julio de 1994-21 de marzo de 2001 nombrado arzobispo de Puerto España)
- Gabriel Malzaire (10 de julio de 2002-11 de febrero de 2022 nombrado arzobispo de Castries)[nota 1]
  - Sede vacante (2022-2024)
- Kendrick John Forbes, desde el 2 de mayo de 2024